# Euleptes europaea
Euleptes europaea är en ödleart som beskrevs av  Giuseppe Gené 1839. Euleptes europaea ingår i släktet Euleptes och familjen geckoödlor. Inga underarter finns listade i Catalogue of Life.
Arten förekommer på Korsika och Sardinien samt på flera mindre öar i regionen. Den har även några små och från varandra skilda populationer i västra Italien, sydöstra Frankrike och norra Tunisien (alla vid Medelhavet). Euleptes europaea lever i låglandet och i bergstrakter upp till 1500 meter över havet. Den vistas i klippiga områden, på jordbruksmark och den besöker människans samhällen. Individerna är nattaktiva. Honor fortplantar sig två eller tre gånger per år och de lägger vanligen två ägg per tillfälle.
Beståndet hotas av landskapsförändringar och av bränder. Fiender som tamkatten kan döda flera exemplar. Utbredningsområdet är begränsat. IUCN listar arten som nära hotad (NT).